# Deep Creek, Victoria
Deep Creek är ett vattendrag i Australien. Det ligger i delstaten Victoria, omkring 46 kilometer norr om delstatshuvudstaden Melbourne.
Trakten runt Deep Creek består till största delen av jordbruksmark. Runt Deep Creek är det glesbefolkat, med 16 invånare per kvadratkilometer. Genomsnittlig årsnederbörd är 924 millimeter. Den regnigaste månaden är juli, med i genomsnitt 105 mm nederbörd, och den torraste är januari, med 31 mm nederbörd.